# Museo navale d'Istanbul
Il Museo navale d'Istanbul (in turco İstanbul Deniz Müzesi) è un museo navale nazionale, situato nel quartiere Beşiktaş di Istanbul in Turchia. Fu fondato nel 1897 dal ministro della Marina ottomana Bozcaadalı Hasan Hüsnü Pascià. Il museo contiene un'importante collezione di manufatti militari appartenenti alla Marina ottomana. Nel campo marittimo, è il più grande museo della Turchia, con una grande varietà di collezioni. Circa 20000 pezzi sono presenti nella sua collezione. Essendo collegato al comando della Marina turca, è anche il primo museo militare del paese. Il museo è ospitato in un nuovo edificio espositivo, la cui costruzione è durata cinque anni. L'edificio, con due piani e un seminterrato, ognuno con una superficie di 20000 m2, è stato riaperto il 4 ottobre 2013. Il seminterrato è occupato da diversi oggetti come polene, ornamenti di navi navali, modelli di navi e pezzi della catena bizantina utilizzata per bloccare l'ingresso del Corno d'oro. Nel primo e nel secondo piano sono esposti un gran numero di caicchi imperiali e comuni. Importante dal punto di vista storico la Tahiri Kadirga, unica galea originale ancora esistente al mondo. Molti oggetti espositivi sono stati sottoposti a speciali lavori di restauro e conservazione a causa della deformazione delle materie prime causata da calore, luce, umidità, condizioni atmosferiche, atti vandalici e altri fattori.

## Accesso
Il museo si trova su Hayrettin İskelesi Sokak a Beşiktaş, Istanbul, vicino al molo dei traghetti di Beşiktaş per la linea per Kadıköy. Il museo è aperto tutti i giorni (dalle 9:00 alle 17:00, sabato e domenica dalle 10:00 alle 18:00), tranne il lunedì, il giorno di Capodanno e il primo giorno delle festività religiose.

## Galleria d'immagini

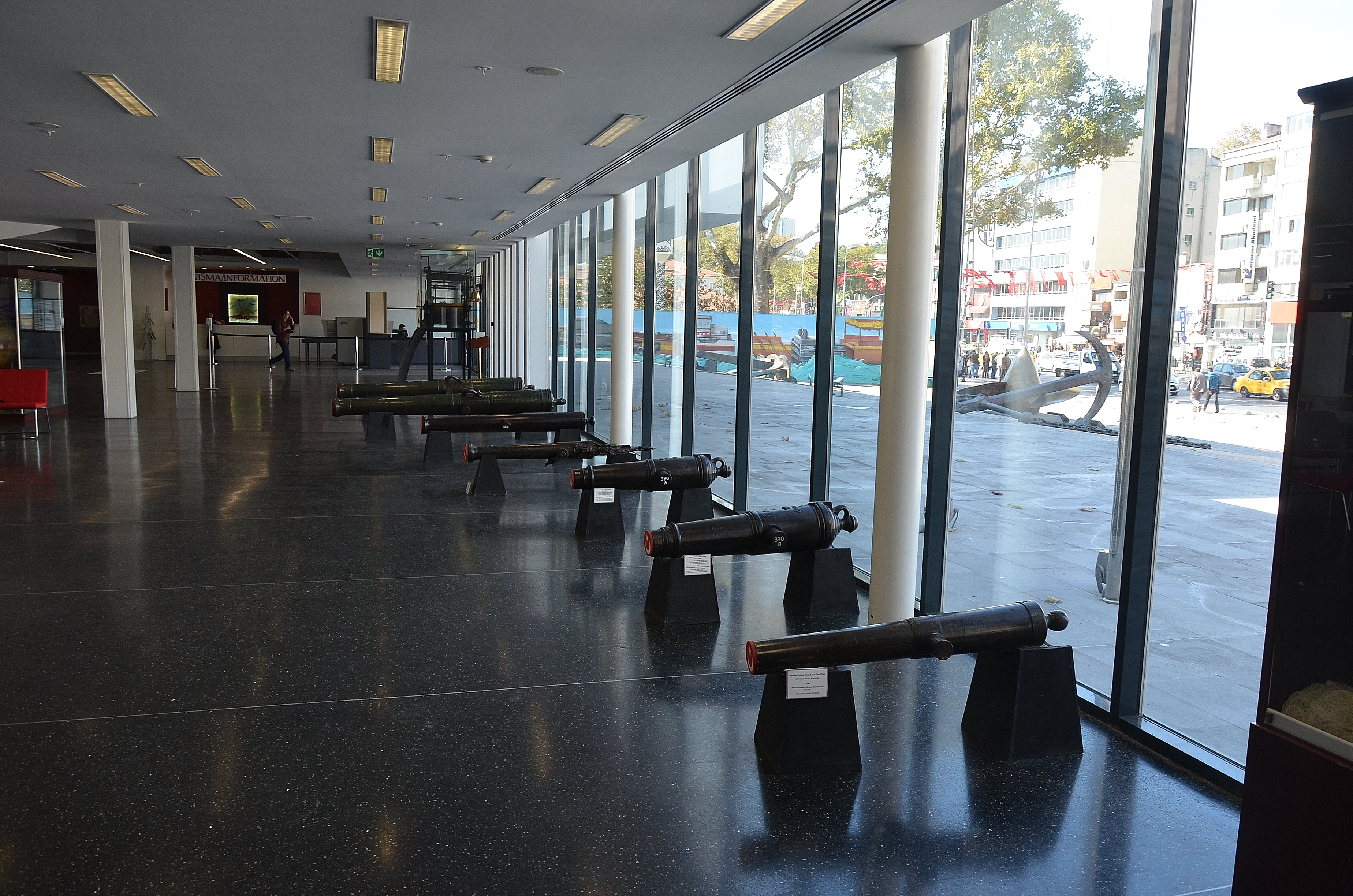
Cannoni navali nel foyer
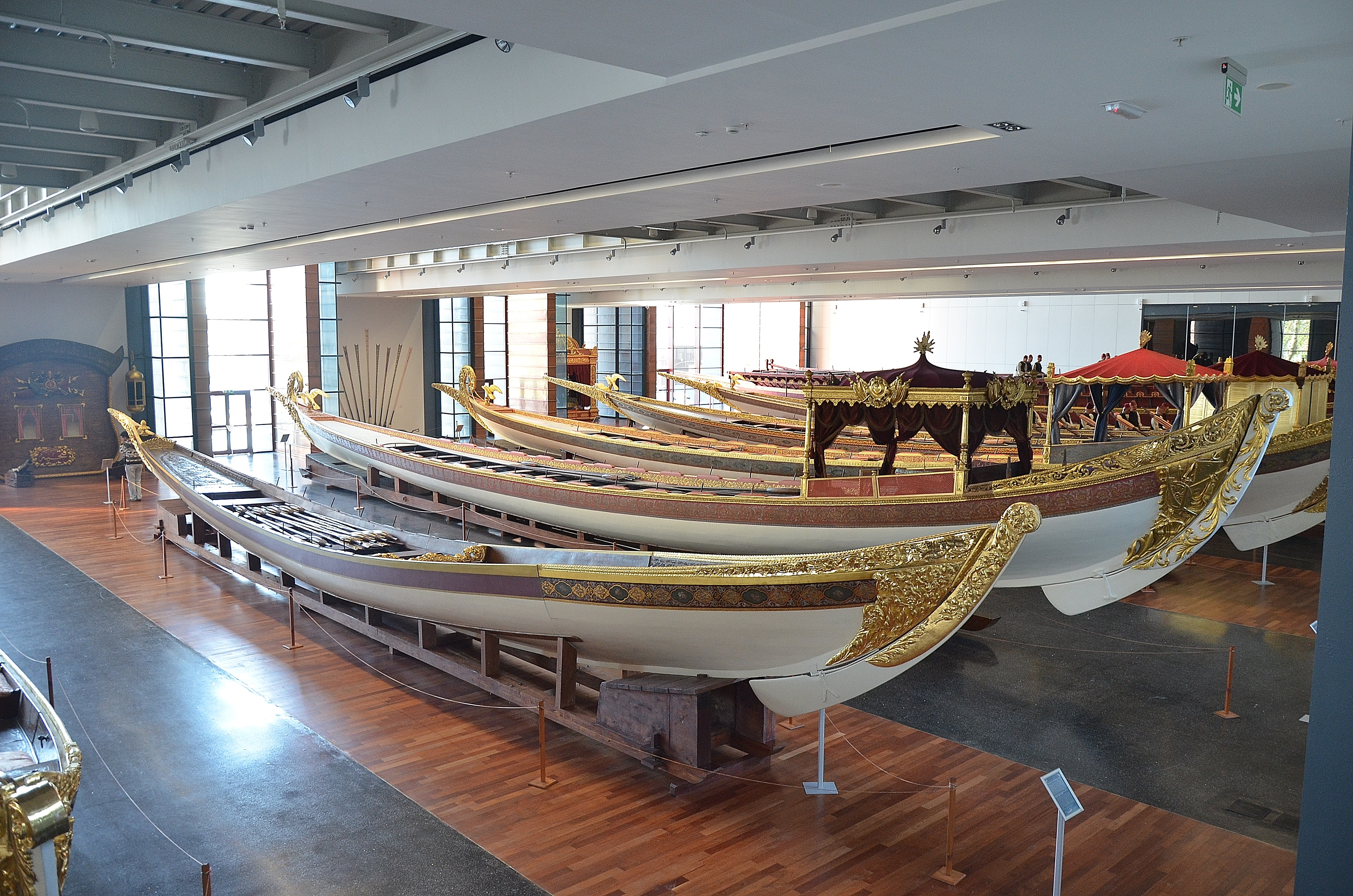
Caicchi imperiali
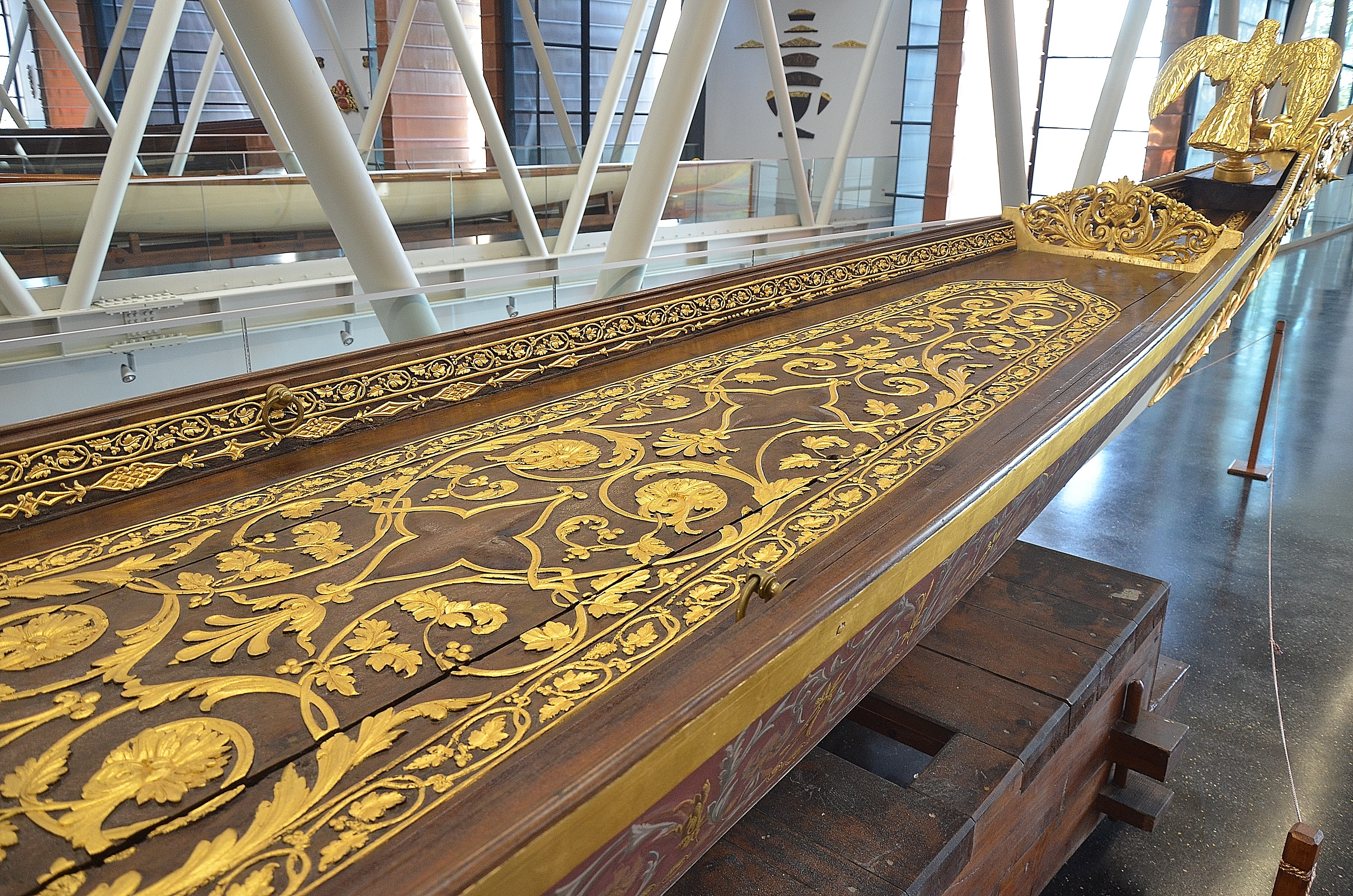
Ornamenti di prua di un caicco imperiale
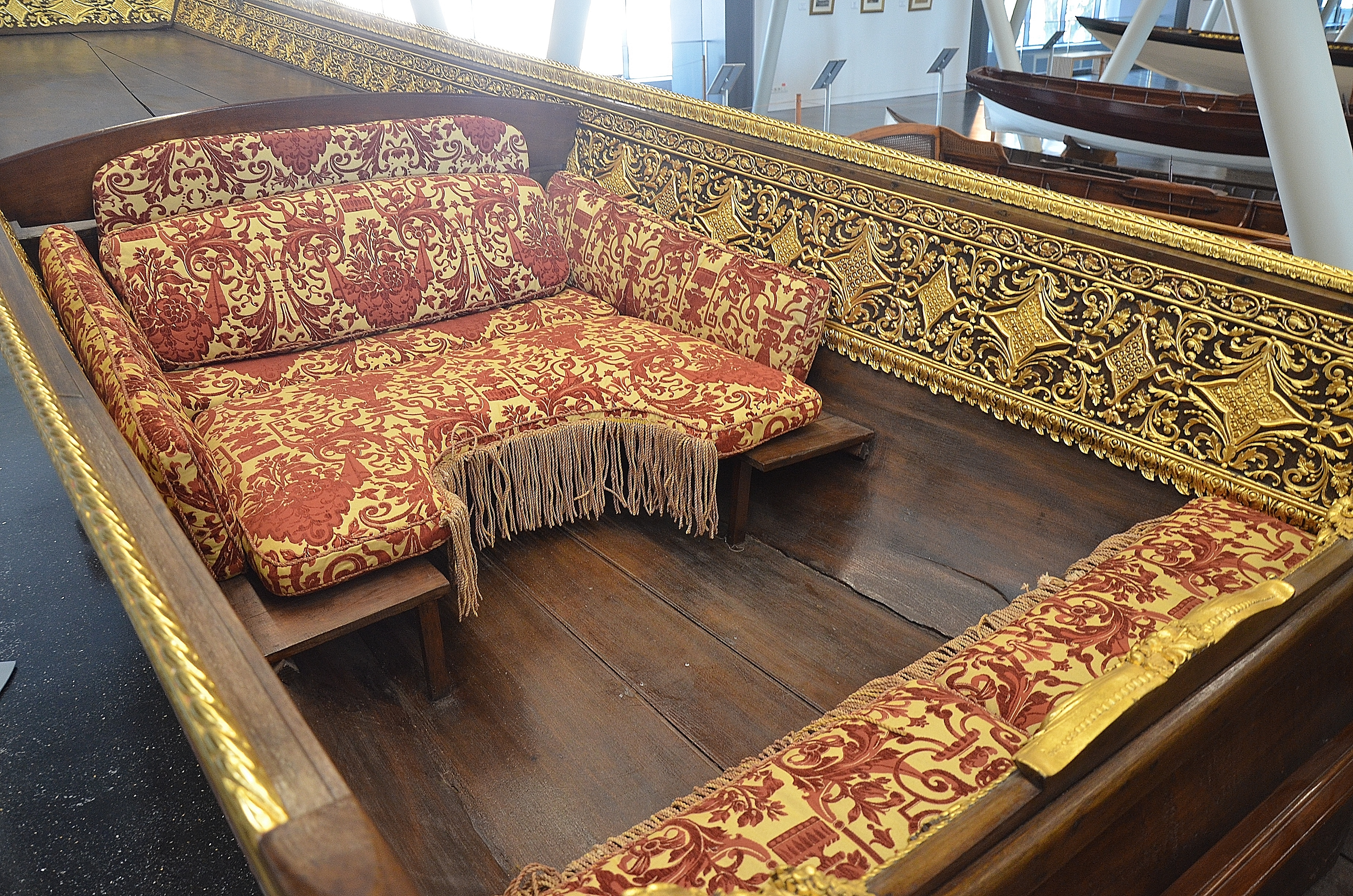
Ornamenti di poppa di un caicco imperiale
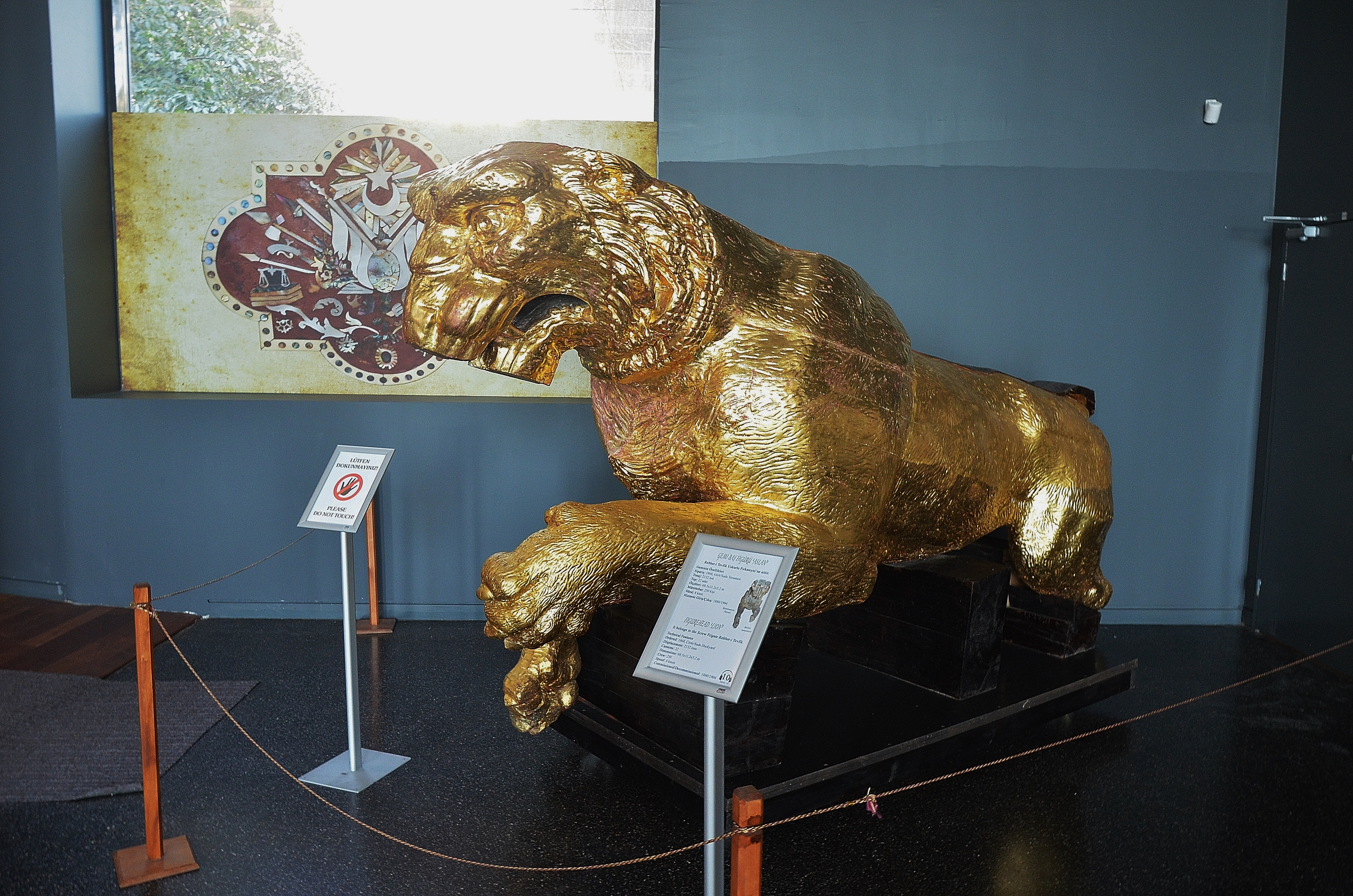
Polena a forma di leone
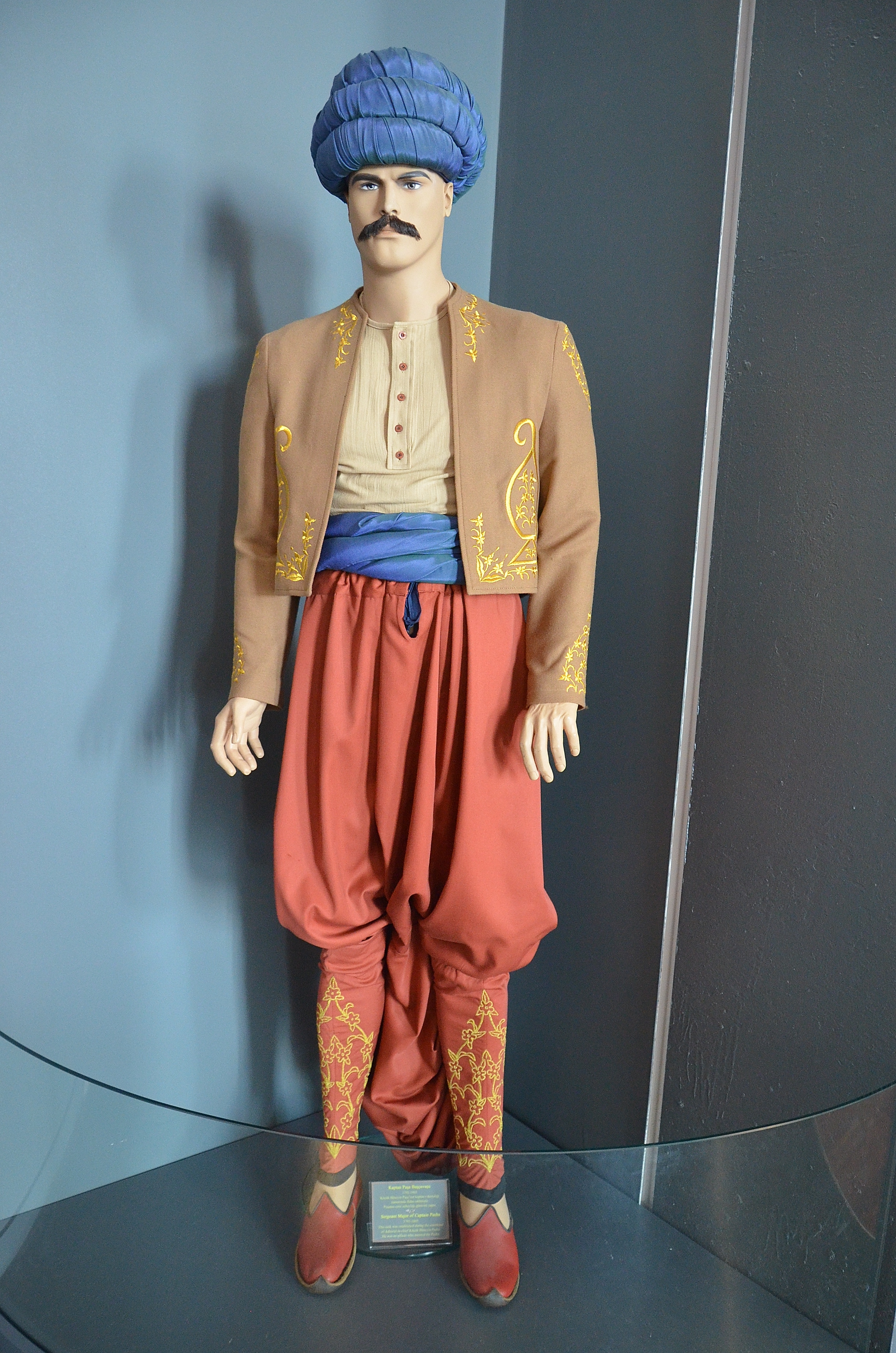
Sergente maggiore del Capitan pascià
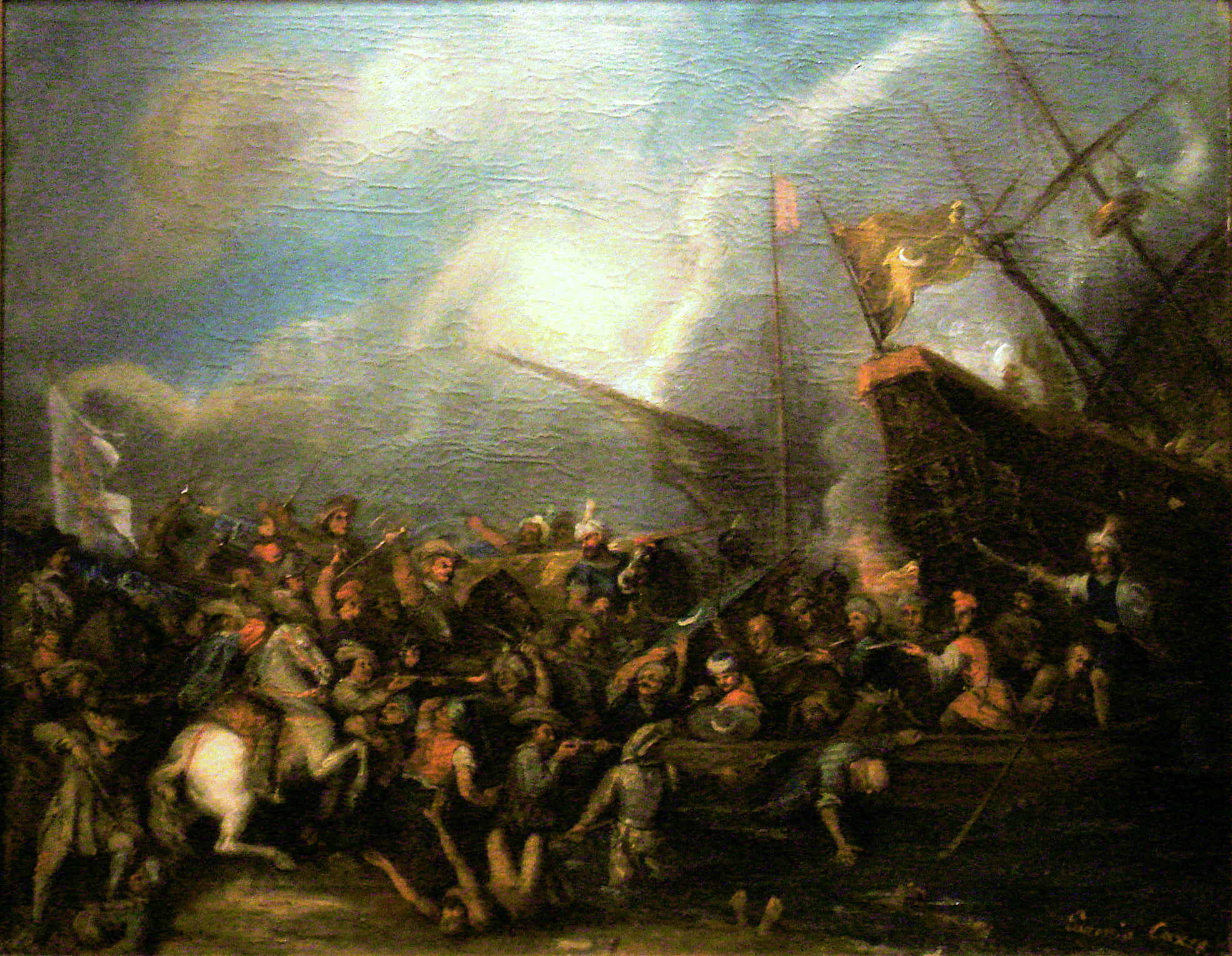
Dipinto raffigurante lo sbarco a Malta di Turgut Reis di Eugenio Caxes (1575-1634)
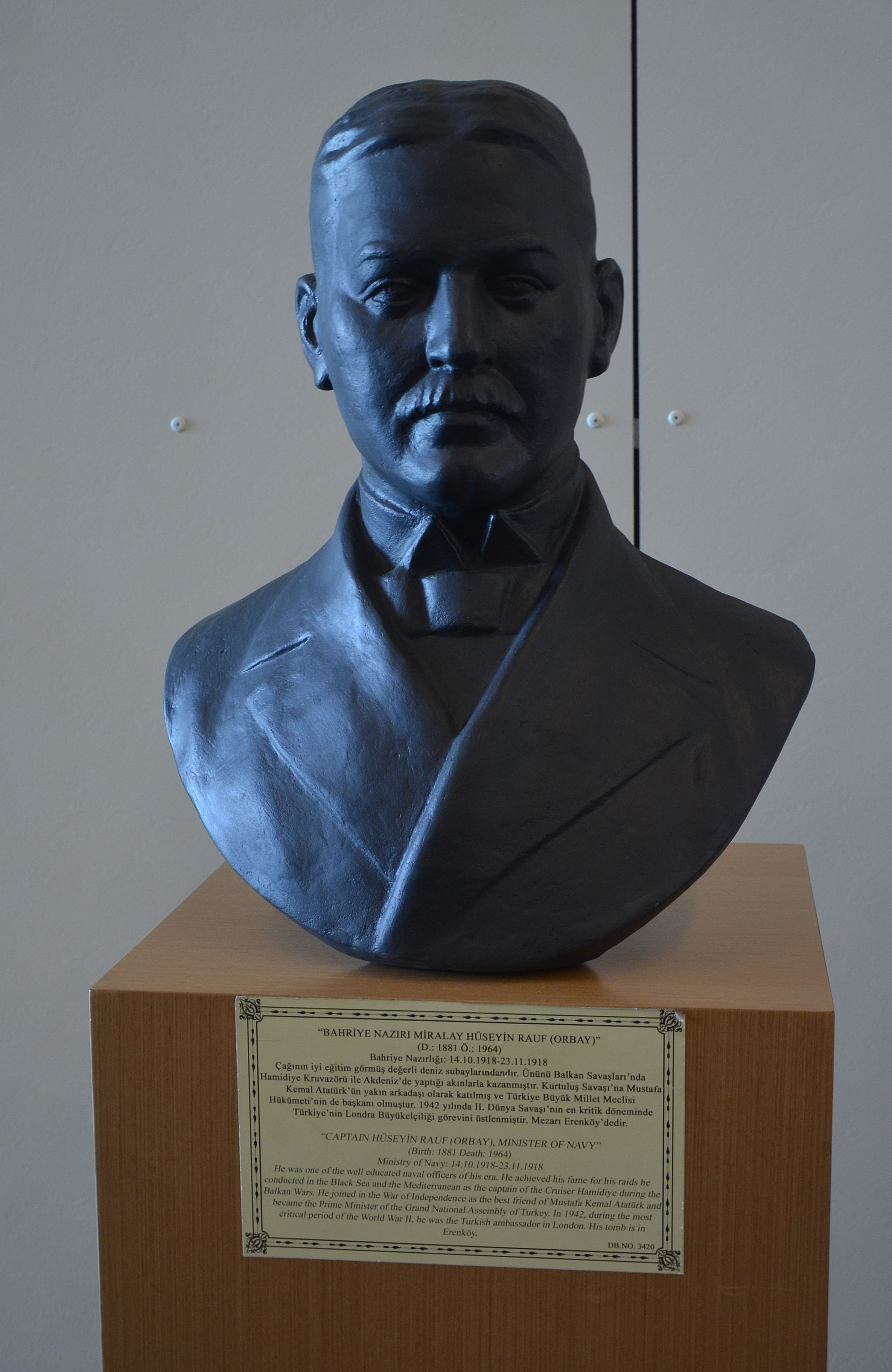
Busto del Capitano Hüseyin Rauf Orbay, Ministro Ottomano della marina e Primo ministro turco
Dettaglio della galea nota come Kadirga nel Museo navale di Istanbul
Area dei rematori su una galea. Si fa presente che la disposizione dei manichini è erronea: i remi non arrivano a toccare l'acqua e la corsia risulta impercorribile. I vogatori dovrebbero sedere sul lato opposto.
Dettaglio di galea
Caicco del Sultano Reşat
Dettaglio dello stemma del Museo navale di Istanbul